# Menjamel de Nova Zelanda
El menjamel de Nova Zelanda (Anthornis melanura) és una espècie d'ocell de la família dels melifàgids (Meliphagidae), endèmica de Nova Zelanda. Habita principalment boscos i terres de conreu de Nova Zelanda.